# غنيمون رقيق الأوراق
جنتوم رقيق الأوراق (الاسم العلمي:Gnetum tenuifolium) هو نوع من النباتات يتبع جنس الجنتوم من الفصيلة الجنتوية.